# Golc
Golc je priimek v Sloveniji, ki ga je po podatkih Statističnega urada Republike Slovenije na dan 1. januarja 2010 uporabljalo 119 oseb in je med vsemi priimki po pogostosti uporabe uvrščen na 3.732. mesto.

## Znani nosilci priimka
- Alenka Golc-Wondra (1952 - 2016), kemičarka
- Edvard Golc (1922 - ?), partizan prvoborec, gospodarstvenik
- Hermina Golc, restavratorka PMPO
- Lidija Golc (*1955), slovenska pesnica in profesorica slovenščine
- Nevenka Golc, šahistka, slovenska prvakinja 1979 in 1980
- Slavica (Stanislava) Golc-Teger (*1948), živilska tehnologinja
- Vinko Golc (1929 - 2017), metalurg, gospodarstvenik, župan občine Bled